# Bioscypha
Bioscypha — рід грибів родини Helotiaceae. Назва вперше опублікована 1927 року.

## Класифікація
До роду Bioscypha відносять 2 види:
- Bioscypha cyatheae
- Bioscypha pteridicola